# Pogonatum subtortile
Pogonatum subtortile är en bladmossart som beskrevs av Georg Friedrich von Jaeger 1875. Pogonatum subtortile ingår i släktet grävlingmossor, och familjen Polytrichaceae. Inga underarter finns listade i Catalogue of Life.